# English Longitudinal Study of Ageing
Die English Longitudinal Study of Ageing (ELSA) ist eine multidisziplinäre Längsschnittstudie, die Daten zu den Lebensumstände der Bevölkerung ab 50 Jahren in England erhebt.
Neben den persönlichen Befragungen zu verschiedenen Aspekten des Lebens werden auch objektive gesundheitliche Messungen durchgeführt.

## Interview
Die Teilnehmer beantworten alle zwei Jahre eine CAPI-Befragung. Der Fragebogen umfasst u. a. Fragen zu der physischen und mentalen Gesundheit, Gesundheitsverhalten, Erwerbstätigkeit, Rente und Vermögen. Alle vier Jahre findet zudem eine Untersuchung von medizinischem Personal statt um objektive gesundheitliche Daten zu erheben. In der dritten Befragungswelle wurden retrospektiv Informationen über die gesamte Lebensspanne der Befragten gesammelt.

## Stichprobe
Die Stichprobe wird aus den Teilnehmern des Health Survey for England (HSE) gezogen. In den Wellen 3, 4, 6, 7 und 9 gab es Auffrischerstichproben um die Größe und Repräsentativität zu erhalten.

## Verwandte Studien und Projekte
Es gibt Schwesterstudien auf der ganzen Welt, die sich ebenfalls mit Themen wie Altern, Rente, Pensionierung und Bevölkerungsentwicklung beschäftigen.
- Health and Retirement Study (HRS)
- Survey of Health, Ageing and Retirement in Europe (SHARE)
- The Irish Longitudinal Study on Ageing (TILDA)
- The Longitudinal Aging Study in India (LASI)
- The Japanese Study of Aging and Retirement (JSTAR)
- The Korean Longitudinal Study of Aging (KLoSA)
- The Chinese Health and Retirement Survey (CHARLS)
- The Mexican Health and Aging Study (MHAS)